# Lista de prefeitos de Passa Quatro
Esta é a lista de prefeitos do município de Passa-Quatro, estado brasileiro de Minas Gerais.

## Histórico
No Estado de Minas Gerais, durante a chamada República Velha, que foi de 1891 a 1930, os municípios não elegiam prefeitos mas apenas os vereadores. Aquele mais votado era escolhido pela Câmara Municipal para exercer o cargo de Agente Executivo, mesmo que ocupasse também o cargo de Presidente da Câmara.  As funções do Agente Executivo se assemelhavam às do hoje prefeito, porém existia a diferença de que a aprovação das despesas deveria passar pelo crivo dos demais vereadores antes de serem realizadas. O mesmo ocorria com o processo de realização de uma obra nova que deveria ser aprovada pelos vereadores, desde a concorrência até o pagamento final. Tal processo se iniciava com uma comissão de vereadores avaliando a obra para dar sua aprovação, confirmando que a obra estaria de acordo com o projeto. Esse sistema se assemelhava a um mini parlamento.
No século XX, durante o período em que o Brasil era governado pelos militares, os prefeitos da cidade eram nomeados pelo governador do estado. Eleições diretas pelo voto popular só recomeçaram em 1985.
| Nº | Nome                                                           | Imagem                | Partido                                          | Início do mandato       | Fim do mandato                          | Observações |
| 1  | Antônio Ribeiro Pereira                                        |                       | Partido Republicano Mineiro PRM                  | 12 de março de 1890     | 14 de março de 1894                     | Agente Executivo |
| 2  | Nicolau Ribeiro da Mota                                        |                       | Partido Republicano Mineiro PRM                  | 15 de março de 1894     | 14 de março de 1898                     | Agente Executivo |
| 3  | Antônio Ribeiro Pereira                                        |                       | Partido Republicano Mineiro PRM                  | 15 de março de 1898     | 31 de janeiro de 1901                   | Agente Executivo (2° mandato) |
| 4  | Francisco Ribeiro da Motta                                     |                       | Partido Republicano Mineiro PRM                  | 1° de fevereiro de 1901 | 31 de janeiro de 1905                   | Agente Executivo |
| 5  | Artur Tibúrcio Ribeiro                                         |                       | Partido Republicano Mineiro PRM                  | 1° de fevereiro de 1905 | 31 de janeiro de 1908                   | Agente Executivo |
| 6  | Antônio Ribeiro Pereira                                        |                       | Partido Republicano Mineiro PRM                  | 1° de fevereiro de 1908 | 31 de janeiro de 1913                   | Agente Executivo (3° mandato) |
| 7  | José Vicente Lisboa                                            |                       | Partido Republicano Mineiro PRM                  | 1° de fevereiro de 1913 | 31 de janeiro de 1917                   | Agente Executivo |
| 8  | Herculano Caetano da Silva                                     |                       | Partido Republicano Mineiro PRM                  | 1° de fevereiro de 1917 | 31 de janeiro de 1920                   | Agente Executivo |
| 9  | Ludgero Guedes                                                 |                       | Partido Republicano Mineiro PRM                  | 1° de fevereiro de 1920 | 31 de janeiro de 1922                   | Agente Executivo |
| 10 | José Ribeiro Pereira                                           |                       | Partido Republicano Mineiro PRM                  | 1° de fevereiro de 1922 | 31 de dezembro de 1926                  | Agente Executivo |
| 11 | Manuel Alves de Castro                                         |                       | Partido Republicano Mineiro PRM                  | 1° de janeiro de 1927   | 10 de junho de 1938                     | Agente Executivo e Prefeito |
| 12 | Artur Tibúrcio Ribeiro                                         |                       | Partido Republicano Democrático PRD              | 11 de junho de 1938     | 17 de junho de 1945                     | Prefeito nomeado pelo Governo do Estado |
| 13 | Afonso Ferreira Castro                                         |                       | Partido Social Democrático PSD                   | 18 de junho de 1945     | 5 de março de 1946                      | Prefeito nomeado pelo Governo do Estado |
| 14 | Artur Tibúrcio Ribeiro                                         |                       | Partido Social Democrático PSD                   | 6 de março de 1946      | 31 de julho de 1946                     | Prefeito nomeado pelo Governo do Estado |
| 15 | José Joaquim de Almeida                                        |                       | Partido Social Democrático PSD                   | 1° de agosto de 1946    | 15 de julho de 1947                     | Prefeito nomeado pelo Governo do Estado |
| 16 | Antônio Alexandre Nogueira Mendes                              |                       | Partido Social Democrático PSD                   | 16 de julho de 1947     | 1° de novembro de 1947                  | Prefeito nomeado pelo Governo do Estado |
| —  | Ari Simões Coelho                                              |                       | Partido Social Democrático PSD                   | 2 de novembro de 1947   | 30 de janeiro de 1948                   | Assume por um mês a prefeitura, designado pelo prefeito efetivo                                                                                     |
| 17 | Walter da Silva Hespanha                                       |                       | União Democrática Nacional UDN                   | 31 de janeiro de 1948   | 30 de janeiro de 1951                   | Prefeito eleito em sufrágio universal |
| 18 | Artur Jupyaçara Tibúrcio Ribeiro                               |                       | União Democrática Nacional UDN                   | 31 de janeiro de 1951   | 8 de janeiro de 1955                    | Prefeito eleito renunciou ao cargo |
| 19 | José Joaquim de Almeida                                        |                       | Partido Social Democrático PSD                   | 9 de janeiro de 1955    | 30 de janeiro de 1955                   | Vice-prefeito eleito no cargo de Prefeito |
| 20 | Francisco Galvão César                                         |                       | Partido Social Democrático PSD                   | 31 de janeiro de 1955   | 30 de janeiro de 1959                   | Prefeito eleito em sufrágio universal |
| 21 | Mário Galvão Nogueira                                          |                       | União Democrática Nacional UDN                   | 31 de janeiro de 1959   | 27 de dezembro de 1962                  | Prefeito eleito em sufrágio universal |
| —  | José Motta Pellegrini                                          |                       | União Democrática Nacional UDN                   | 28 de dezembro de 1962  | 30 de janeiro de 1963                   | Presidente da Câmara |
| 22 | Manuel Alves de Castro                                         |                       | Partido Social Democrático PSD                   | 31 de janeiro de 1963   | 20 de janeiro de 1965                   | Prefeito eleito em sufrágio universal (2° mandato)                                                                                                  |
| —  | Serafim Esteves da Fonseca                                     |                       | Partido Social Democrático PSD                   | 21 de janeiro de 1965   | 24 de março de 1965                     | Vice-Prefeito eleito no cargo de Prefeito |
| 23 | José Joaquim de Almeida                                        |                       | Aliança Renovadora Nacional ARENA                | 25 de março de 1965     | 14 de abril de 1967                     | Presidente da Câmara |
| 24 | José Motta Pelegrini                                           |                       | Aliança Renovadora Nacional ARENA                | 15 de abril de 1967     | 30 de janeiro de 1971                   | Prefeito eleito em sufrágio universal (2° mandato)                                                                                                  |
| 25 | Josias de Almeida                                              |                       | Aliança Renovadora Nacional ARENA                | 31 de janeiro de 1971   | 25 de fevereiro de 1974                 | Prefeito nomeado |
| 26 | Milton Costa                                                   |                       | Aliança Renovadora Nacional ARENA                | 26 de fevereiro de 1974 | 11 de junho de 1975                     | Prefeito nomeado |
| 27 | Carlos Edil Fortes                                             |                       | Aliança Renovadora Nacional ARENA                | 12 de junho de 1975     | 14 de março de 1978                     | Prefeito nomeado |
| 28 | Sebastião Tibúrcio Ribeiro                                     |                       | Partido Democrático Social PDS                   | 15 de março de 1978     | 7 de março de 1982                      | Prefeito nomeado |
| 29 | Ary Chicarino Varajão                                          |                       | Partido Democrático Social PDS                   | 8 de março de 1982      | 31 de janeiro de 1983                   | Prefeito nomeado em sufrágio universal |
| 30 | Joaquim Caetano Sales                                          |                       | Partido do Movimento Democrático Brasileiro PMDB | 1° de fevereiro de 1983 | 31 de dezembro de 1985                  | Prefeito nomeado em sufrágio universal |
| 31 | Antônio Claret Mota Esteves                                    |                       | Partido do Movimento Democrático Brasileiro PMDB | 1º de janeiro de 1986   | 31 de dezembro de 1988                  | Prefeito eleito em sufrágio universal |
| 32 | Wilson Siqueira                                                |                       | Partido da Frente Liberal PFL                    | 1º de janeiro de 1989   | 31 de dezembro de 1992                  | Prefeito eleito em sufrágio universal |
| 33 | Paulo Egídio Fonseca de Luca                                   |                       | Partido do Movimento Democrático Brasileiro PMDB | 1º de janeiro de 1993   | 31 de dezembro de 1996                  | Prefeito eleito em sufrágio universal |
| 34 | Acácio Mendes de Andrade                                       |                       | Partido do Movimento Democrático Brasileiro PMDB | 1º de janeiro de 1997   | 31 de dezembro de 2000                  | Prefeito eleito em sufrágio universal |
| 35 | Wilson Siqueira                                                |                       | Partido da Frente Liberal PFL                    | 1º de janeiro de 2001   | 31 de dezembro de 2004                  | Prefeito eleito em sufrágio universal |
| 36 | Acácio Mendes de Andrade                                       |                       | Partido Trabalhista Brasileiro PTB               | 1º de janeiro de 2005   | 31 de dezembro de 2008                  | Prefeito eleito em sufrágio universal |
| 36 | Acácio Mendes de Andrade                                       | 1º de janeiro de 2009 | Partido Trabalhista Brasileiro PTB               | 31 de dezembro de 2012  | Prefeito reeleito em sufrágio universal | |
| 37 | Paulo José de Almeida Brito, Paulinho Brito                    |                       | Partido da Social Democracia Brasileira PSDB     | 1º de janeiro de 2013   | 31 de dezembro de 2016                  | Prefeito eleito em sufrágio universal |
| 38 | Antônio Claret Mota Esteves                                    |                       | Partido Verde PV                                 | 1º de janeiro de 2017   | 15 de novembro de 2020                  | Prefeito eleito em sufrágio universal |
| 39 | Henrique Nogueira Gonçalves                                    |                       | Movimento Democrático Brasileiro MDB             | 15 de novembro de 2020  | 31 de dezembro de 2020                  | Segundo na linha sucessória, assumiu o cargo após o falecimento do então prefeito, Antônio Claret Mota Esteves. Foi reeleito em sufrágio universal. |
| 39 | Henrique Nogueira Gonçalves                                    | 1° de janeiro de 2021 | Movimento Democrático Brasileiro MDB             | 31 de dezembro de 2024  | Prefeito reeleito em sufrágio universal | |
| 40 | Márcio Henrique de Siqueira Ribeiro, Marcinho do Cabelo Branco |                       | AVANTE Avante                                    | 1° de janeiro de 2025   | Atualidade                              | Prefeito eleito em sufrágio universal |